# Булонская декларация

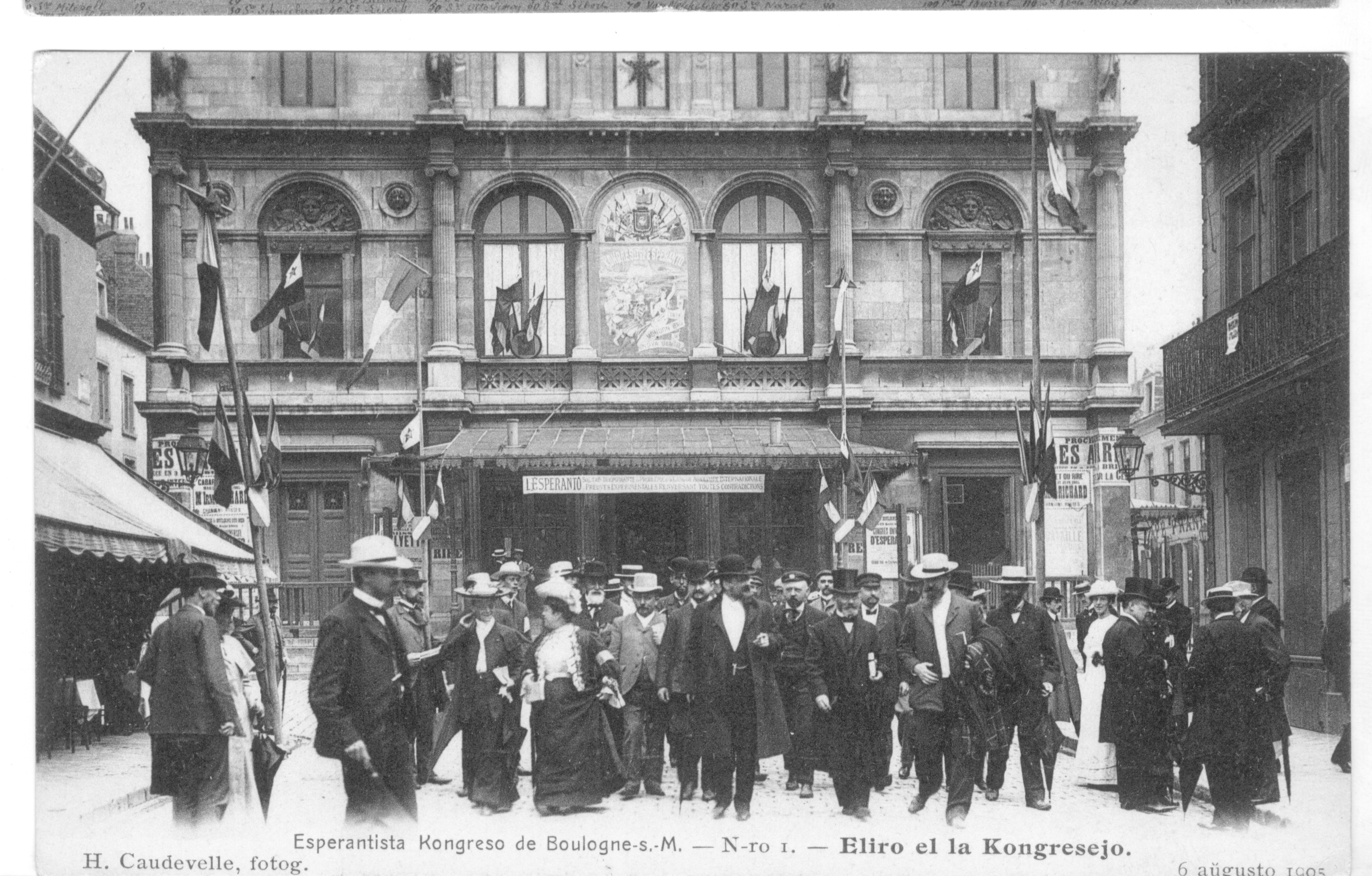
Выход из здания Конгресса в Булонь-сюр-Мер, 1905

Булонская декларация (эсп. Bulonja Deklaracio) — базовый документ, определяющий суть и основные принципы всемирного движения эсперантистов. Написанный Л. Л. Заменгофом, он был принят на I всемирном конгрессе эсперантистов во французском городе Булонь-сюр-Мер 9 августа 1905 года.
Декларация состоит из пяти пунктов:
1. Эсперантизм — стремление распространить во всём мире использование нейтрально-человеческого языка, который, не навязывая себя во внутренней жизни народов и нисколько не намереваясь вытеснить существующие национальные языки:
- давал бы людям разных наций возможность взаимопонимания;
- мог бы служить в качестве миротворческого языка общественных институтов в тех странах, где различные нации конфликтуют между собой из-за языка;
- на котором могут публиковаться те произведения, которые представляют особый интерес для всех народов.

2. Международным языком может быть только язык искусственный. Наиболее подходящим для этого является язык эсперанто.
3. Материальным хозяином эсперанто является весь мир. Духовными хозяевами — люди, которые эсперантистским миром будут признаваться лучшими и наиболее талантливыми писателями на этом языке.
4. Одним-единственным навсегда обязательным для всех эсперантистов фундаментом языка эсперанто является произведение «Основы эсперанто», в которое никто не имеет права вносить изменения.
5. Эсперантистом называется любой человек, который знает и использует язык эсперанто, вне зависимости от целей, для которых он его использует.